# Кеппэ, Ян Иосифович
Ян Иосифович Кеппе (Кеппэ) (1892—1939) — советский хозяйственный деятель, один из первых кавалеров ордена Ленина (31.03.1931).
Родился в Варшаве 16 декабря 1892 г. в семье архитектора и учительницы.
Окончив гимназию с золотой медалью, в 1912 г. поступил на горное отделение Варшавского политехнического института. После третьего курса мобилизован в армию и направлен в школу прапорщиков в г. Ташкент. После её окончания служил в Петрограде.
В 1918 году вступил в РККА, воевал на Западном фронте. С того же года — член РКП(б). Назначен командиром 463-го стрелкового полка. За успешное проведение боевых операций награждён именным оружием.
В 1919 г. заместитель начальника особого отдела 16-й армии. Затем после расформирования Польской Красной армии и организации Чрезвычайной Комиссии по борьбе с контрреволюцией и саботажем перешёл на работу в ЧК Белоруссии.
В 1920 г. женился на Эмилии Антоновне Григолюнас (1900—1992). У них родились 3 дочери.
В 1922 г. начальник контрреволюционного отдела ГПУ Белоруссии, в 1922—1923 гг. заместитель председателя ЧК Белоруссии. С октября 1923 г. помощник начальника ЭКУ НКВД СССР. С января 1924 г. одновременно помощник начальника ИНФО.
С 1925 г. в аппарате ВСНХ, личный секретарь Ф. Э. Дзержинского. После его смерти какое-то время работал заместителем начальника административно-финансового управления ВСНХ.
В справочнике «Вся Москва. Адресная и справочная книга на 1927 год» указан как председатель комиссии по установлению специальных фондов и персональных окладов при Президиуме ВСНХ.
С 1929 г. в объединении «Грознефть»: начальник планово-экономического отдела, затем заместитель управляющего. В 1931 году награждён орденом Ленина. В 1932 г. командирован в Германию для закупки оборудования для нефтяной промышленности.
С 1933 г. управляющий трестом «Сахалиннефть». В ноябре 1935 г. отозван в Москву.
С января1937 г. уполномоченный Наркомата тяжелой промышленности СССР по Дальне-Восточному краю (Хабаровск).
В том же году 10 июня арестован. В обвинительном заключении сказано:
«В 1918 г. был завербован в контрреволюционную националистическую польскую организацию войсковую, в дальнейшем, работая в органах ЧК-ОГПУ, вел шпионскую работу, в 1933 г. установил контакт с антисоветской организацией троцкистов и правых, возглавлял антисоветскую организацию в тресте „Сахалиннефть“, вел подрывную работу».
Умер 13 апреля 1939 года в санчасти тюрьмы № 1 г. Хабаровска. Реабилитирован в 1956 году.